# La Garde-Adhémar
La Garde-Adhémar é uma comuna francesa na região administrativa de Auvérnia-Ródano-Alpes, no departamento de Drôme. Estende-se por uma área de 27,73 km². Em 2010 a comuna tinha 1 146 habitantes (densidade: 41,3 hab./km²).
Pertence à rede das As mais belas aldeias de França.